# Ontologia (fisica)
L'elaborazione di un'ontologia in fisica (detta talvolta anche "ontologia primitiva") nasce dall'esigenza di postulare quali possano essere gli eventuali fatti ed enti "fondamentali", almeno rispetto ad una determinata teoria fisica che abbia immediati riflessi filosofici, a cui fare riferimento per l'elaborazione di una Weltanschauung. Da un punto di vista più generale e squisitamente filosofico, non solo l'utilità ma la necessità concettuale di elaborare un'ontologia di tipo non metafisico (in particolare di una metafisica della trascendenza) appare ineludibile.
Limitata, in quanto scienza empirica, al mondo dei fenomeni e al suo metodo sperimentale-osservativo e matematico, la fisica in passato ha cercato di astenersi dalle speculazioni di carattere ontologico, pur presupponendole per molti aspetti, e ricorrendovi solo qualora le teorie fisiche lo rendessero strettamente necessario. Oggi l'ontologia fisica si va configurando come una branca della filosofia, che ha accantonato le basi concettuali dell'ontologia metafisica tradizionale, basata su argomentazioni logico-dialettiche discorsive, per fare invece riferimento alle evidenze scientifiche.

## Premessa storico-semantica
Il termine ontologia reca il significato letterale di “studio dell'essere”, dove per essere si deve ritenere “ciò che è” o “ciò che esiste”. L'espressione greca originaria alla base del termine ontologia è infatti τά όντα, che significa appunto "ciò che realmente esiste", e quindi è questo il suo significato lessicale corretto, che può esser anche parafrasato in: "studio sulla realtà". Per di più όντως, che ne è ragionevolmente origine ancora anteriore, ha il preciso significato avverbiale di "realmente" o " effettivamente".
I problemi nascono quando i filosofi si dividono, per diverse impostazioni metafisiche, sul significato del termine "reale".
Dunque cruciale nella storia della filosofia è stata la definizione dei rapporti tra metafisica e ontologia. Se da un punto di vista logico-semantico le due discipline trovano un comune terreno di intersezione pur distinguendosi, la parola “ontologia”, che dovrebbe correttamente riguardare anche (se non soprattutto) il reale, è diventata nella storia della filosofia una sottodisciplina della metafisica o la metafisica stessa. Questa deviazione dal significato proprio ha determinato non pochi equivoci. La metafisica infatti, (traduzione di Andronico di Rodi dell'espressione aristotelica “filosofia prima”) ha finito per occuparsi storicamente per lo più del fondamento “non-fisico” del “fisico”: dello spirituale, dell'ideale, del divino. Uno studio filosofico del reale, inteso nell'accezione di reale-naturale-fenomenico-materiale-immanente è divenuto, per lo meno nella filosofia occidentale, per molti aspetti marginale, almeno sino alla nascita della scienza moderna sulle ceneri della filosofia naturale.
Correttezza logico-semantica vorrebbe quindi che, distinguendo campi di indagine differenti, si parlasse di una "ontologia della natura (fisica)" (eventualmente distinguendola da una "ontologia della natura biologica") e di una "ontologia metafisica" (spesso intesa come ontologia teologica), per evitare equivoci concettuali ed interpretativi che possono essere assai gravi e di notevole nocumento per la filosofia stessa. Usando un'altra terminologia più diffusa ma per molti aspetti più incline ai fraintendimenti, un'ontologia della natura (fisica o biologica) potrebbe essere intesa come una metafisica dell'immanenza, da distinguersi da una metafisica della trascendenza.
Va però anche ricordato che già in Parmenide l'essere concepito come il "fondamento spirituale del ciò che è" e non "il ciò che è percepibile" del mondo fisico reale, che, in quanto mutevole, era considerato "non-essere". L'ontologia, "discorso sull'"essere" o "studio dell'essere", è diventato così intrinseco alla metafisica e in tal modo portato fuori del suo significato più complessivo, diventando una riflessione spesso piegata ai soli scopi della teologia. Aristotele stesso precisa (Metafisica, VI [Ε], 1, 1026a, 17-21):
"Quindi ci saranno tre specie di filosofie teoretiche, cioè la matematica la fisica e la teologica, essendo abbastanza chiaro che, se la divinità è presente in qualche luogo, essa è presente in una natura siffatta, ed è indispensabile che la scienza più veneranda si occupi del genere più venerando."
E cinque capitoli dopo (Metafisica, XI [Κ], 7, 1064 b, 39-45):
"Resta chiaro, pertanto, che esistono tre generi di scienze teoretiche: quella fisica, quella matematica e quella teologica. Superiore agli altri è, pertanto, il genere delle scienze teoretiche, e fra queste la più nobile è quella da noi ricordata per ultima, perché essa si occupa dell'essere più venerando, e ciascuna scienza è considerata migliore o peggiore secondo l'oggetto su cui verte peculiarmente la sua indagine conoscitiva."
Quando il termine “ontologia” fa la sua apparizione agli inizi del XVII secolo da parte di Jacob Lorhard, nella prima edizione della sua opera Ogdoas Scholastica (1606) e successivamente utilizzato da Rudolph Göckel per il suo Lessico filosofico (1613), esso è già gravato dalla teologia e quindi ristretto al suo significato metafisico. 
Ma se l'ontologia deve esser considerata anche come “studio dell'essere reale”, ovvero di “ciò che è” in senso fisico-materiale, ci si accorge che manca un termine per indicarlo e da ciò la necessità di porre una "ontologia (della natura) fisica" per distinguerla da una ontologia di carattere metafisico.
E ciò tanto più che ormai discipline hanno già accostato al termine ontologia degli aggettivi qualificativi che la precisano, ma nel tempo stesso la snaturano. In questo modo, oggi, il termine ontologia affonda nella confusione, nello stesso tempo manca un termine per indicare lo “studio dell'essere fisico” da un punto di vista filosofico, mentre sono correnti termini del tipo “ontologia matematica”, “ontologia dell'informazione”,  “ontologia informatica” e così via.

## Ontologia e filosofia della natura
Una riflessione ontologica sulle odierne teorie fisiche (e biologiche) può essere considerata una ripresa contemporanea di indagini tipiche della filosofia naturale o filosofia della natura, una specifica disciplina filosofico-scientifica di grande importanza storica, che ha incominciato a tramontare all'inizio del XIX secolo in seguito alla critica (in direzioni opposte) tanto dell'Idealismo tedesco (da Hegel in particolare, ma con l'eccezione di Schelling) che del positivismo scientista. La filosofia naturale per molti secoli, in particolare prima della nascita della scienza moderna, aveva sempre accompagnato (spesso in maniera confusa) l'indagine scientifica, sia teorica che osservativa e sperimentale.
Sarebbe poi opportuno distinguere una filosofia (e quindi un'ontologia) della natura fisica da una filosofia della natura biologica (talvolta chiamata anche filosofia dell'organismo o biologia filosofica).

## Fondamenti teorici
In un'ontologia filosofica che faccia riferimento alla fisica ad emergere non è la pretesa di stabilire una volta per tutte che cosa esista e che cosa non esista, e se tutto ciò che esiste sia, in ultima analisi, di natura fisico-materiale, ma è posta una metodologia di approccio ai problemi fondativi che nascono in seno alle teorie fisiche. Lasciata al suo destino una riflessione sulle "cose ultime" di carattere metafisico, la quale ha peraltro una sua legittimità di natura logico-dialettica, per definizione, al di là dell'ambito dell'empirico, sebbene non necessariamente del reale, un'ontologia fisica è altra cosa rispetto all'ontologia metafisica. L'ontologia metafisica, d'altra parte, nella sua ricerca di un fondamento del fisico, ritenuto spesso "non fondamentale", vede esso ciò che trascende la sfera della fisicità. Ciò significa che la metafisica si è storicamente occupata del fisico per lo più come un mero "accidente fenomenico" o "ente transeunte" e lo relega in un ambito non-fondamentale o insostanziale dell'essere.
Il dibattito intorno al concetto di ontologia o di ontologia fondamentale soffre di una situazione confusa, in cui più discipline relativamente sconnesse (matematica, fisica, teoria dell'informazione, metafisica, ecc) rivendicano una loro "fondamentalità" ontologica, spesso senza possibilità di conciliazione. Secondo un'impostazione marcatamente fisicalista la fisica (attuale o futura), in quanto scienza alla base di tutte le altre scienze, può essere ritenuta la candidata migliore per porsi filosoficamente come fondamentale. Tale approccio è però non da tutti condiviso, ad esempio non lo è dai metafisici (fisici, filosofi o teologi) che spesso si rifanno a concetti come quelli di emergenza vitalistica, olismo, salto ontologico, ecc, e in generale avversano le impostazioni ritenute riduzioniste di stampo fisicalistico.

## Il concetto disistema
L'atteggiamento filosofico dell'ontologia fisica introduce nelle sue considerazioni ed enunciazioni oltre al concetto di ente quello di sistema, fisico, chimico o biologico. Ciò significa che la realtà viene vista non tanto come costituita da una collezione di enti più o meno correlati, ma proprio dalla loro correlazione o interrelazione. Un insieme di enti interagenti tra loro non vede più l'azione di cause singole quanto quella del sistema che le include, che diventa un sistema causale.
Nella definizione di sistema in ontologia assume un ruolo determinante la complessità, la quale concerne tutte le categorie di enti che sono frutto di assemblaggi a partire da una certa soglia che è quella molecolare. Se le particelle elementari, gli atomi e le molecole possono essere considerati entità reali "semplici" la plurimolecolarità corrisponde già a complessità.
Il sistema è quindi un contesto di riferimento causale e processuale, spazialmente e temporalmente determinato, all'interno del quale hanno luogo fenomeni e processi di trasformazione evolutiva. Le cause agenti all'interno del sistema si qualificano come variabili del sistema stesso e ad esse viene fatto riferimento per studiare i loro effetti sistemici complessivi.

## Ontologia e teorie fisiche moderne
Il problema fondamentale nel cercare di definire delle ontologie consistenti per le moderne teorie fisiche sta nel fatto che le due principali, la relatività generale e la meccanica quantistica, sembrano suggerire approcci differenti, anche se non incompatibili. A tutt'oggi non disponiamo di una teoria fisica generale per tutti i fenomeni fisici, una teoria del tutto o TOE (theory of everything), ma solo di teorie 'parziali'. Oltre a ciò la relatività e la fisica quantistica hanno mutato profondamente le idee di materia, massa, energia, forza, spazio e tempo. Il modello standard della fisica delle particelle, la teoria fisica che descrive le interazioni fondamentali, ad eccezione dell'interazione gravitazionale, ha classificato tutte le particelle elementari conosciute, i costituenti elementari della materia. Va rilevato che non è affatto scontato che le particelle subatomiche siano gli enti "fondamentali" della realtà fisica; molte interpretazioni contemporanee considerano invece fondamentali i campi dell'elettrodinamica quantistica (QED) e della cromodinamica quantistica (QCD).
Ma anche tale identificazione risulta problematica, in quanto i campi quantistici risultano essere enti matematici astratti, non diversamente da quanto avviene per la funzione d'onda della meccanica quantistica non relativistica. Attribuire loro una valenza ontologica primitiva è tanto implausibile quanto lo è ritenere ente fisico primario tale funzione d'onda.
La ricerca di un'ontologia consistente per la fisica quantistica è complicata dal fatto che l'interpretazione 'standard' del formalismo quantistico, l'Interpretazione di Copenaghen, aggira il problema, spostando l'intera problematica dal livello ontologico a quello epistemologico e per certi aspetti rinunciando a discutere le questioni ontologiche fondamentali. Al contrario, interpretazioni alternative, come quella di Bohm, implicano un'ontologia ben definita, che vede nelle particelle - intese classicamente, come oggetti puntiformi - gli enti fondanti la realtà fisica. Il dualismo onda-particella ha ovviamente ripercusioni ontologiche particolarmente importanti. La disuguaglianza di Grenberger e Yasin implica il superamento di un'ontologia fisica basata su enti classici (onde e particelle) e l'adozione di un nuovo ente fondamentale (quantone) come costituente della realtà quantistica. I quantoni hanno proprietà peculiari (vedi Caratteristiche dei quantoni), assenti nelle loro aggregazioni, a partire dal livello atomico:
1. Indeterminismo intrinseco;
2. Assenza di traiettoria;
3. Quantoni identici sono indistinguibili;
4. Sono dotati di spin;
5. Sono dotati di elicità;
6. Due quantoni che abbiano interagito possono manifestare entanglement quantistico;
7. Sono o bosoni oppure fermioni.

Queste caratteristiche indicano uno status ontologico peculiare dei quantoni. La classificazione dei quantoni è fatta a partire dallo spin, che permette di distinguere due classi di particelle: bosoni, con spin intero (0, 1, 2) e fermioni, con spin semidispari (1/2, 3/2, 5/2). I fermioni obbediscono al principio di esclusione di Pauli (due fermioni identici non possono occupare simultaneamente lo stesso stato quantico) e seguono la statistica di Fermi-Dirac. I bosoni invece sono liberi di affollare lo stesso stato quantico e seguono la statistica di Bose-Einstein. 

Modello standard delle particelle elementari.

Se si considerano le particelle elementari del modello standard che compongono l'universo, si possono distinguere due classi:
1. Fermioni: quark, elettroni e neutrini sono i tre tipi di particelle-materia, tutte dotate di massa;
2. Bosoni: fotoni e gluoni, privi di massa, e i bosoni W e Z, dotati di massa. Si tratta di particelle-forza, portatrici di tre delle interazioni fondamentali esistenti in natura.

Bosoni e fermioni sono le due classi di quantoni che costituiscono, a livello subatomico, quello che onde e particelle puntiformi rappresentano per la meccanica classica. Possono quindi essere considerati come gli enti primari dell'ontologia quantistica. Anche nelle teorie relativistiche einsteniane, che non derivano esplicitamente l'esistenza di bosoni e fermioni, sembra ragionevole assumerli quali costituenti primari della realtà fisica.
Gianluca Introzzi ha proposto uno schema generale che inquadra, per le principali teorie fisiche, sia la struttura spazio-temporale assunta, sia l'ontologia primitiva adottata.
| Teoria fisica                           | Spazio e Tempo       | Ontologia primitiva                |
| --------------------------------------- | -------------------- | ---------------------------------- |
| Meccanica classica                      | Spazio - Tempo       | Particelle puntiformi              |
| Elettromagnetismo                       | Spazio - Tempo       | Campi EM - Particelle cariche      |
| Meccanica quantistica non relativistica | Spazio - Tempo       | Dualismo onda-particella: Quantoni |
| Meccanica quantistica relativistica     | Spaziotempo          | Bosoni e Fermioni                  |
| Teoria quantistica dei campi            | Spaziotempo          | Bosoni e Fermioni                  |
| Relatività ristretta                    | Spaziotempo          | (Bosoni e Fermioni)                |
| Relatività generale                     | Campo gravitazionale | (Bosoni e Fermioni)                |

### Testi di filosofia della fisica
- V. Allori, M. Dorato, F. Laudisa, N. Zanghì, La natura delle cose. Introduzione ai fondamenti e alla filosofia della fisica, Carocci 2005
- Albert Einstein, Fisica e realtà (1936), in Opere Scelte, Ed. Boringhieri, Torino (2004)
- R. Carnap, I fondamenti filosofici della fisica, Il Saggiatore, Milano (1966).
- M. Gell-Mann, Il quark e il giaguaro, Torino, Bollati Boringhieri 1996
- B. Russell, The Analysis of Matter, Routledge (2001).
- D. Z.Albert, Meccanica quantistica e senso comune, Adelphi, Milano (2000).
- D. Z.Albert, Time and chance, Harvard University Press (2000).
- T. Maudlin, Quantum Non-Locality and Relativity: Metaphysical Intimations of Modern Physics (Aristotelian Society Monographs), Blackwell Publishing (2002).
- T. Maudlin, The Metaphysics Within Physics, Oxford University Press, USA (June 18, 2007).
- F. Laudisa, Le correlazioni pericolose, Il Poligrafo (1998).
- F. Laudisa, Causalità. Storia di un modello di conoscenza, Carocci (1999).
- M. Dorato, Cosa c'entra l'anima con gli atomi? Laterza (2007).
- I. Prigogine, Le leggi del caos, Roma-Bari, Laterza 2006
- L. Smolin, La vita del cosmo,Einaudi 1998

### Testi di fisica (divulgativi)
- J.D. Barrow, Le origini dell'universo, Rizzoli 2001
- D. Bohm, Causalità e caso, CUEN 1997
- R. Feynman, La legge fisica, Torino, Bollati Boringhieri 1971
- G. C. Ghirardi, Un'occhiata alle carte di Dio, Il Saggiatore 2003.
- B. Greene, L'universo elegante, Einaudi 2000.
- B. Greene, La trama del cosmo, Einaudi 2004.
- S. Hawking, Dal big bang ai buchi neri, Rizzoli 1998.
- S. Hawking e R.Penrose, La natura dello spazio e del tempo, Rizzoli 2002
- S. Hawking, La teoria del tutto, Rizzoli 2003
- W. Heisenberg, Oltre le frontiere della scienza, Ed. Riuniti 1984
- W. Heisenberg, Indeterminazione e realtà,  Guida 1991
- G. Kane, Il giardino delle particelle, Longanesi 1997
- M. Kaku, Il cosmo di Einstein, Codice 2004
- L. M.Krauss, Il cuore oscuro dell'universo, Mondadori 1990
- R. Laughlin, Un universo diverso, Codice 2005.
- L. Lederman, La particella di Dio, Mondadori 1996.
- S. Lloyd, Il programma dell'universo, Einaudi 2006.
- Roger Penrose, La strada che porta alla realtà,Rizzoli, 2005
- H. Reeves,  L'evoluzione cosmica, Feltrinelli 1982
- E. Schrödinger, L'immagine del mondo, Boringhieri 1987
- G. ‘t Hooft, Il mondo subatomico, Ed. Riuniti 2000
- S. Weinberg, I primi tre minuti, Mondadori 1997
- A. Zeilinger, Il velo di Einstein, Einaudi 2005